# 宣公 (陳)
宣公（せんこう）は、春秋時代の陳の君主（在位前692年 - 前648年）。姓は嬀、名は杵臼。桓公の子として生まれた。兄の荘公の後をうけて陳国の君主となった。穆公の父。